# 50ª Divisione fanteria "Regina"
La 50ª Divisione fanteria "Regina" era una grande unità del Regio Esercito.

## Storia

### Origine e vicende organiche
Le origini della divisione risalgono alla Brigata "Regina" dell'Armata Sarda, costituita il 25 ottobre 1831, su due reggimenti, il 1º ed il 2º Reggimento fanteria. Con l'ordinamento dell'11 marzo 1926, che introduceva le brigate ternarie, fu costituita la XXIII Brigata di fanteria su 9º e 10º Reggimento fanteria "Regina" con il 47º Reggimento "Ferrara" della disciolta Brigata "Ferrara" come terzo reggimento. La brigata, con il 14º Reggimento artiglieria, andò poi a formare la Divisione territoriale di Bari (23ª). Nel 1934 questa grande unità territoriale venne riconfigurata come Divisione fanteria delle Murge, titolo esteso anche alla sua brigata.
Nel 1938 la Brigata delle Murge cede i 9º e 10º Reggimento fanteria "Regina" al Comando Truppe Regio Esercito delle Isole italiane dell'Egeo, che così diventa l'erede delle tradizioni della Brigata "Regina. Il 9º "Regina" era di stanza nel Dodecaneso italiano fin dal 1924 ed il comando del reggimento coincideva con il Comando Truppe. Dall'ottobre 1935, con l'inizio della guerra d'Etiopia, il Comando Truppe venne elevato al livello di brigata, su 9º, 34º Reggimento fanteria "Livorno" e 28º Reggimento artiglieria. Il 1º marzo 1939 infine il Comando Truppe venne ulteriormente elevato al livello di 50ª Divisione fanteria "Regina", con in organico il 9º e 10º Reggimento fanteria "Regina" ed il 50º Reggimento artiglieria divisionale. Nel 1940 alla divisione vennero assegnati anche la 201ª Legione Milizia Egea "Conte Verde" ed il CCCXII Battaglione carri.
La divisione fungeva da guarnigione permanente per tutto il Dodecaneso italiano. Oltre che a Rodi, i distaccamenti principali erano dislocati a Lero, Coo, Scarpanto, Caso, Calino, Castelrosso, Stampalia, Patmo e Gaidaro. Un battaglione del 9º Reggimento fanteria che era di presidio a Scarpanto e il 10º Reggimento fanteria dislocato invece a Coo; il reggimento artiglieria era a Rodi e presidiava le postazioni sul monte Fileremo ed altrove. Dal 1º marzo 1939 fino al 1942 rimase divisione binaria, come previsto dall'ordinamento in vigore; poi con l'istituzione delle divisioni ternarie nel 1942/43 alla Divisione venne assegnato il 309º Reggimento fanteria "Regina". Tra i compiti delle unità era il presidio degli aeroporti di Gadurrà e Marizza.

### Seconda guerra mondiale
La prima operazione di rilievo venne condotta il 20 novembre 1940 da due compagnie del I Battaglione del 10º Reggimento, che ripresero il controllo dell'isoletta di Gaidaro, occupata nei giorni precedenti da marinai greci. A marzo 1941 il IV Battaglione dello stesso reggimento riuscì a riprendere Castelrosso, precedentemente occupata da un reparto da sbarco inglese.
Nell'ambito dell'occupazione della Grecia, a maggio unità tedesche e del 10º Reggimento partite da Coo occuparono le isole di Amorgo, Anafi, Io, Santorini, Nasso, Paro, Andro, Tino, Termia, Zea, Serfanto, Sira, Mikonos, Samo, Icaria ed altre isole minori.
Reparti della divisione parteciparono alle fasi finali della battaglia di Creta, costituendo l'ossatura del Gruppo tattico "Caffaro". In particolare fornì due battaglioni di fanteria (il I/9º ed il II/10º), la 50ª Compagnia cannoni controcarro da 47/32 e la 3ª Compagnia carri CV35 del CCCXII Battaglione misto carri. Il gruppo partì da Rodi per sbarcare nella baia di Sitia, avanzando poi per 50 km per ricongiungersi con i tedeschi ad Ierapetra il 1º giugno.
Nel periodo tra il 1942 e il 1943 continuò la difesa costiera e territoriale delle isole del Dodecaneso fino agli eventi del settembre 1943.

### Battaglia di Rodi
La mancanza di informazioni e l'esiguità degli ordini ricevuti dopo l'8 settembre 1943 posero Inigo Campioni, governatore del Dodecaneso, delle Cicladi e delle Sporadi settentrionali, in una situazione difficile quando la Wehrmacht gli chiese di collaborare. Sperando in aiuti britannici che non arrivarono mai, Campioni decise di resistere ai tedeschi, con un comportamento comunque incostante; in vari momenti alcuni tra i membri dello Stato Maggiore, tra cui il generale Briganti, invitarono ad un'azione decisa contro i tedeschi che sfruttasse la superiorità numerica degli italiani, ma senza esito; ciò nonostante azioni isolate di piccoli reparti portarono a successi locali; tra questi un deciso attacco da parte di un'unità di formazione al comando del capitano Ragni che attaccò un centro di resistenza a Rodi munito di armi automatiche costringendolo alla resa, e vari altri episodi, ma nel complesso, i tedeschi sopraffecero molti reparti della divisione che non avevano precisi ordini o che peggio ne avevano di non usare la forza. Dopo tre giorni di combattimenti, l'11 settembre la divisione si arrese col resto delle forze italiana a Rodi dovette alzare bandiera bianca e consegnare l'isola all'ex alleato.
Le truppe rimaste furono disarmate e inviate a scaglioni in campi di prigionia in Germania, mentre Campioni, che si era rifiutato di ordinare la resa alle altre isole da lui dipendenti, fu trasferito in Germania e quindi a Parma, dove venne processato da un tribunale della Repubblica Sociale Italiana e fucilato il 24 maggio 1944.

### Battaglia di Lero
La battaglia di Lero fu l'evento centrale della campagna del Dodecaneso. Il conflitto iniziò con gli attacchi aerei tedeschi del 26 settembre e culminò con gli sbarchi del 12 novembre, fino alla capitolazione delle forze anglo-italiane quattro giorni più tardi.
Nel 1942 il contrammiraglio Luigi Mascherpa venne incaricato del comando della base militare italiana presente nell'isola, che ospitava un cacciatorpediniere, alcuni MAS e 24 batterie di artiglieria costiera e antiaerea. Sull'isola era presente inoltre un aeroporto. Il tutto era presidiato da circa 8.000 uomini, in prevalenza marinai e soldati del 10º Reggimento della 50ª Divisione fanteria "Regina", il cui grosso delle truppe era capitolato a Rodi.
Dopo il proclama Badoglio dell'8 settembre 1943 annunciante l'armistizio italiano, il contrammiraglio Mascherpa rifiutò la resa alle truppe tedesche e, con l'aiuto di un distaccamento di 3.000 o 4.000 militari britannici comandati in un secondo momento dal generale Robert Tilney, organizzò la resistenza. Tra le unità impegnate dai tedeschi, figurarono varie truppe speciali facenti parte della divisione Brandenburg e alcuni Fallschirmjäger (paracadutisti).
La battaglia ebbe inizio il 13 settembre 1943 e proseguì fino al 16 novembre. L'isola venne sottoposta ad un pesante bombardamento aereo e ad un successivo attacco via terra, nei quali i tedeschi registrarono gravi perdite da parte delle batterie antiaeree e delle squadre antisbarco. Durante i bombardamenti tedeschi il porto di Portolago venne duramente colpito con elevate perdite civili, e furono affondate varie navi tra cui il cacciatorpediniere Euro, il cacciatorpediniere greco Vasilissa Olga e varie unità minori. Esaurita la capacità di resistere da parte degli italiani e dei britannici, i tedeschi occuparono l'isola. Dodici ufficiali vennero fucilati contrariamente alle leggi di guerra subito dopo la resa, insieme ad alcuni soldati, a causa della resistenza opposta.
Nella battaglia persero la vita 520 tedeschi, 600 britannici ed un centinaio di italiani. I militari catturati vennero in maggior parte internati in Germania, ma un cospicuo numero morì durante l'affondamento delle navi che li trasportavano a causa di siluri o mine; una parte della guarnigione, presente sulle isole minori, riuscì a fuggire in Turchia dove venne internata fino alla fine della guerra.

### Battaglia di Coo
La battaglia di Coo fu uno degli avvenimenti più importanti, insieme alla battaglia di Rodi e di Lero, della campagna del Dodecaneso.
Gli italiani, che dopo l'armistizio di Cassibile avevano deciso di rimanere fedeli al re Vittorio Emanuele III, ricevettero aiuti inglesi per respingere le forze della Wehrmacht che volevano impossessarsi dell'isola, strategicamente importante perché in essa si trovava un campo d'aviazione da cui gli aerei potevano alzarsi in volo e coprire tutto lo scacchiere del Dodecaneso. La resistenza offerta fu comunque scarsa e in due giorni i tedeschi completarono la conquista dell'isola.
Gli italiani, al momento dell'armistizio, avevano nell'isola:
- il 10º reggimento di fanteria della 50ª divisione "Regina", meno una o due compagnie, e altre sezioni di artiglieria, per un totale di circa 4.000 uomini comandati dal colonnello Felice Leggio;
- tre stazioni di vedetta della marina;
- quattro aerei efficienti (due M.C.202, un G.50 e un C.R.42) e due piloti della Regia Aeronautica, schierati all'aeroporto di Antimachia e facenti parte di una sezione distaccata della 396ª squadriglia da caccia, stanziata a Rodi.[6] Non esisteva difesa contraerea.

Durante le prime incursioni su Antimachia i caccia, lasciati all'aperto, furono distrutti a terra privando l'isola dell'unica difesa antiaerea disponibile. La resistenza fu accanita ma inutile. Membri dell'SBS imbarcarono soldati fino a una settimana dopo la resa, ma la maggior parte dei britannici (900 soldati per la precisione) fu presa prigioniera. La sorte dei 2.100 prigionieri italiani invece fu ben diversa: essi furono considerati dei traditori e 90 ufficiali, tra cui Felice Leggio, furono fucilati nelle paludi di Linopoti.

## Ordine di battaglia: 1940/41.
Organico divisione:

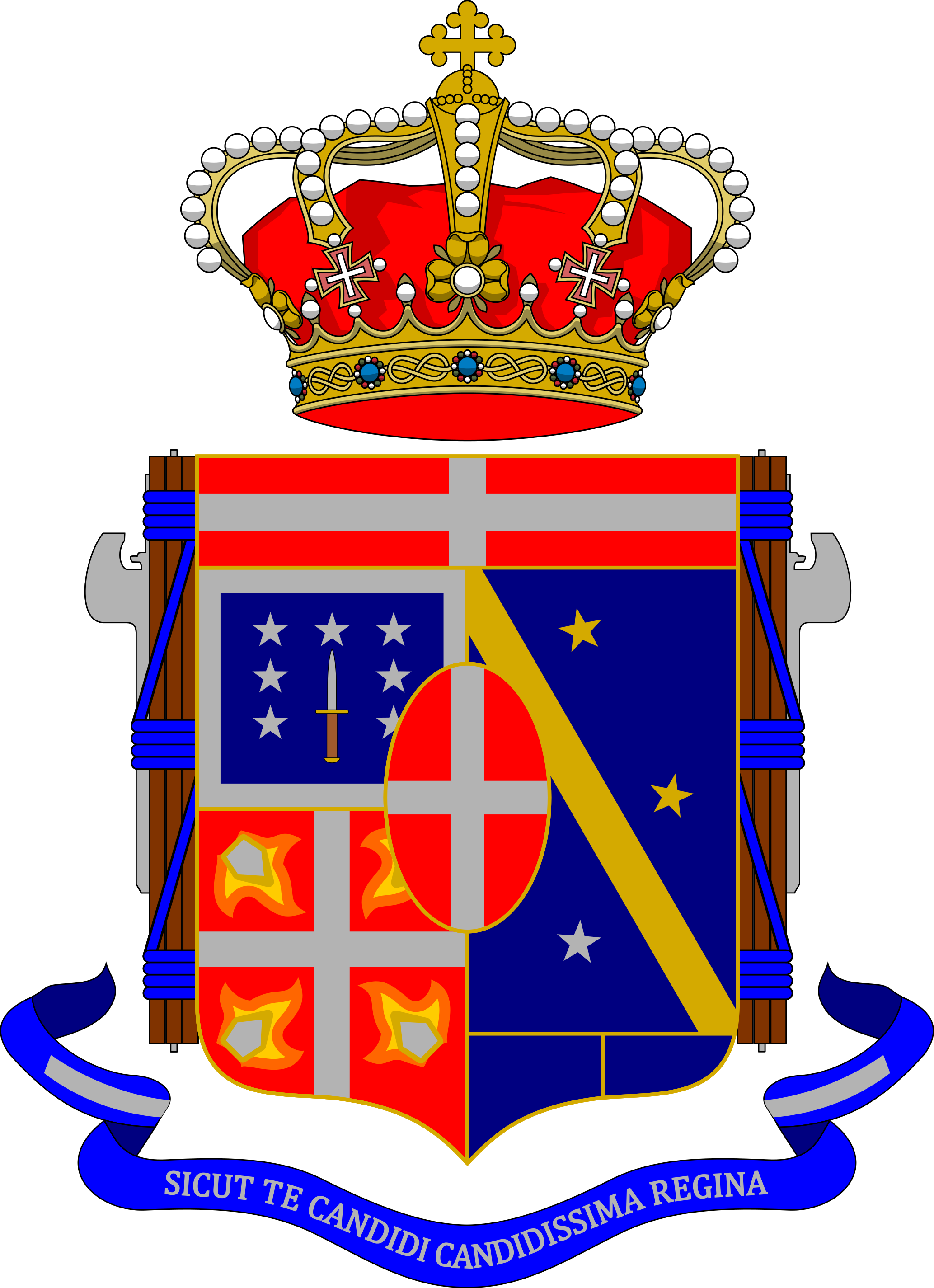
Stemma araldico del 10° Rgt.fanteria "Regina", 1939

- Comando della fanteria divisionale (Gen. B. Raffaello Calzini dal 1º ottobre 1941)
- 9º Reggimento fanteria "Regina"
  - I Battaglione fanteria
  - II Battaglione fanteria
  - III Battaglione fanteria
  - IV Battaglione fanteria
  - 1ª Compagnia mortai da 81
  - 2ª Compagnia mortai
  - Batteria d'accompagnamento da 65/17
- 10º Reggimento fanteria "Regina"
  - I Battaglione fanteria
  - II Battaglione fanteria
  - III Battaglione fanteria
  - IV Battaglione fanteria
  - 1ª Compagnia mortai da 45
  - 2ª Compagnia mortai da 45
  - Batteria d'accompagnamento da 65/17
- 201ª Legione Egea "Conte Verde"
  - CCI Battaglione d'Assalto Milizia Egea "Rodi"
  - CCCI Battaglione d'Assalto Milizia Egea "Rodi"
  - CCI Battaglione complementi
  - 201ª Compagnia mitraglieri
  - 1ª Compagnia Milizia Mortai da 45
  - 2ª Compagnia Milizia Mortai da 45
- L Battaglione mortai
- 50º Reggimento artiglieria "Regina"
  - I Gruppo cannoni campali da 75/27
  - II Gruppo cannoni campali da 75/27
  - III Gruppo obici pesanti campali da 149/12
- 91ª Compagnia genio artieri
- 46ª Compagnia genio telegrafisti e radiotelegrafisti
- 50ª Compagnia chimica
- servizi divisionali
- Truppe di Corpo d'Armata
  - Gruppo CC.RR. "Egeo"
  - Settore di copertura "Dodecaneso"
    - 18 compagnie mitraglieri da posizione costieri

  - CCXII Battaglione misto carri
    - 1ª Compagnia carri CV33
    - 2ª Compagnia carri L5/30

  - 35º Raggruppamento artiglieria da posizione costiera
    - tre gruppi cannoni campali da posizione da 75/27
    - un gruppo cannoni pesanti campali da posizione da 105/28
    - due gruppi obici pesanti campali da 149/12
    - un gruppo mortai da posizione da 210/8

  - LVI Gruppo autonomo artiglieria controaerei
    - 7 batterie mobili
    - 14 batterie da posizione

  - Gruppo autonomo artiglieria da posizione costiera "Coo"
    - 6 batterie

  - Gruppo autonomo artiglieria da posizione costiera "Scarpanto"
    - 3 batterie

  - servizio di corpo d'armata

## Ordine di battaglia: 1942/43
Alla data dell'armistizio, l'organico della divisione era così composto, compresi alcuni reggimenti di altre divisioni aggregati temporaneamente:
- Comando della fanteria divisionale (Gen. B. Raffaello Calzini dal 1º ottobre 1941)
- 9º Reggimento fanteria "Regina"
  - Compagnia comando
  - I Battaglione
  - II Battaglione
  - III Battaglione
- 10º Reggimento fanteria "Regina"
  - I Battaglione
  - II Battaglione
  - III Battaglione
  - V Battaglione
- 309º Reggimento fanteria "Regina"
- 201ª Legione Milizia Egea "Conte Verde"
- 201ª Legione Egea "Conte Verde"
  - CCI Battaglione d'Assalto Milizia Egea "Rodi"
  - CCCI Battaglione d'Assalto Milizia Egea "Rodi"
  - CCI Battaglione complementi
  - 201ª Compagnia mitraglieri
  - 1ª Compagnia Milizia Mortai da 45
  - 2ª Compagnia Milizia Mortai da 45
- Batteria cannoni d'accompagnamento
- 17ª Compagnia fucilieri
- una compagnia mitraglieri/10º Reggimento
- 50º Reggimento artiglieria
  - 5º Raggruppamento artiglieria
  - 36º Raggruppamento artiglieria
  - 252ª Batteria contraerea
- 36º Raggruppamento artiglieria
  - LXXXI Gruppo
  - XXXI Gruppo
- 136ª Batteria/XXIX Gruppo artiglieria G.a.F.
- 295ª Compagnia Mitraglieri
- 6ª Compagnia Mitraglieri
- 31º Reggimento fanteria "Siena"/51ª Divisione fanteria "Siena"
- 331º Reggimento fanteria "Brennero"/11ª Divisione fanteria "Brennero"
- II Gruppo/24º Reggimento artiglieria

## Comandanti 1939/43.
- Gen. B. Pietro Pietracaprina ( gennaio - 31 dicembre 1939)
- Gen. B. Alessandro Piazzoni (1º gennaio - 9 settembre 1940)
- Gen. D. Michele Scaroina (10 settembre 1940 - 9 settembre 1943)